# بیل اسکاشگورد
بیل اسکاشگورد (سوئدی: Bill Skarsgård؛ تلفظ سوئدی: [ˈbɪl: ˈskɑ:ʂɡo:ɖ] ()؛ زاده ۹ اوت ۱۹۹۰) یک بازیگر، تهیه کننده، کارگردان، نویسنده، صدا پیشه و مدل سوئدی است. وی از سال ۱۹۹۹ تاکنون مشغول فعالیت است. از فیلم‌های او می‌توان به آنا کارنینا، مجموعه سنت‌شکن: هم‌پیمان و بلوند اتمی اشاره کرد. اسکاشگورد در سال ۲۰۱۷ در فیلم ترسناک آن که بر اساس رمانی از استفن کینگ ساخته شده‌است؛ ظاهر شد. او در این فیلم؛ نقش دلقک ترسناکی به نام پنی وایز را ایفا کرد که با واکنش‌های مثبت منتقدان و تماشاگران مواجه شد. از دیگر آثار وی می‌توان به ددپول ۲ و ملت ترور اشاره کرد. همچنین در سریال‌هایی مانند کسل راک به عنوان هنری دیوِر و در هملوک گرو به عنوان رومن گادفری ایفای نقش کرد.

## اوایل زندگی
بیل اسکاشگورد در سال ۱۹۹۰ در ولینگبی، حومه استکهلم زاده شد. او پسر بازیگر سوئدی استلان اسکاشگورد و زن اولش مای اسکاشگورد است. بیل هفت برادر و خواهر دارد که سه تای آن‌ها بازیگرند؛ والتر، الکساندر، گوستاو .مادرش هم در یک فیلم سوئدی بازی کرده‌است.

## حرفه
در سال ۲۰۱۱، اسکاشگورد برای نقش اصلی خود در نقش سایمون در سایمون ساده نامزد دریافت جایزه گلدباگن شد و در ۲۱ سالگی برنده جایزه شوتینگ استارز در سال ۲۰۱۲ شد.
او از سال ۲۰۱۳، نقش رومن گادفری را در سریال اصلی هملوک گرو بازی کرد. در سال ۲۰۱۶، او در فیلم سنت‌شکن: هم‌پیمان نقش آفرینی کرد و بدین ترتیب،این فیلم تبدیل به اولین نقش آفرینی او در یک فیلم آمریکایی شد.
اسکاشگورد در ۲۰۱۷، نقش شرور و ترسناک پنی وایز،دلقک رقصنده را در فیلم آن بازی کرد و این نقش را در دنباله سال ۲۰۱۹ به کارگردانی اندی موسکِیتی تکرار کرد. موسکِیتی در مورد اینکه چه چیزی او را به انتخاب اسکاشگورد سوق داد، گفت: "یک ثانیه او می تواند بسیار زیبا عمل کند، و سپس در ثانیه بعد، چیزی اجدادی و تاریک وجود دارد که ظاهر می شود. توانایی او در تغییر شکل دادن برای من شگفت انگیز است."

## زندگی شخصی
بیل اسکاشگورد با آلیدا موربری، بازیگر سوئدی، در رابطه است. در اکتبر سال ۲۰۱۸، دختر آن‌ها به دنیا آمد.

## فیلم‌شناسی

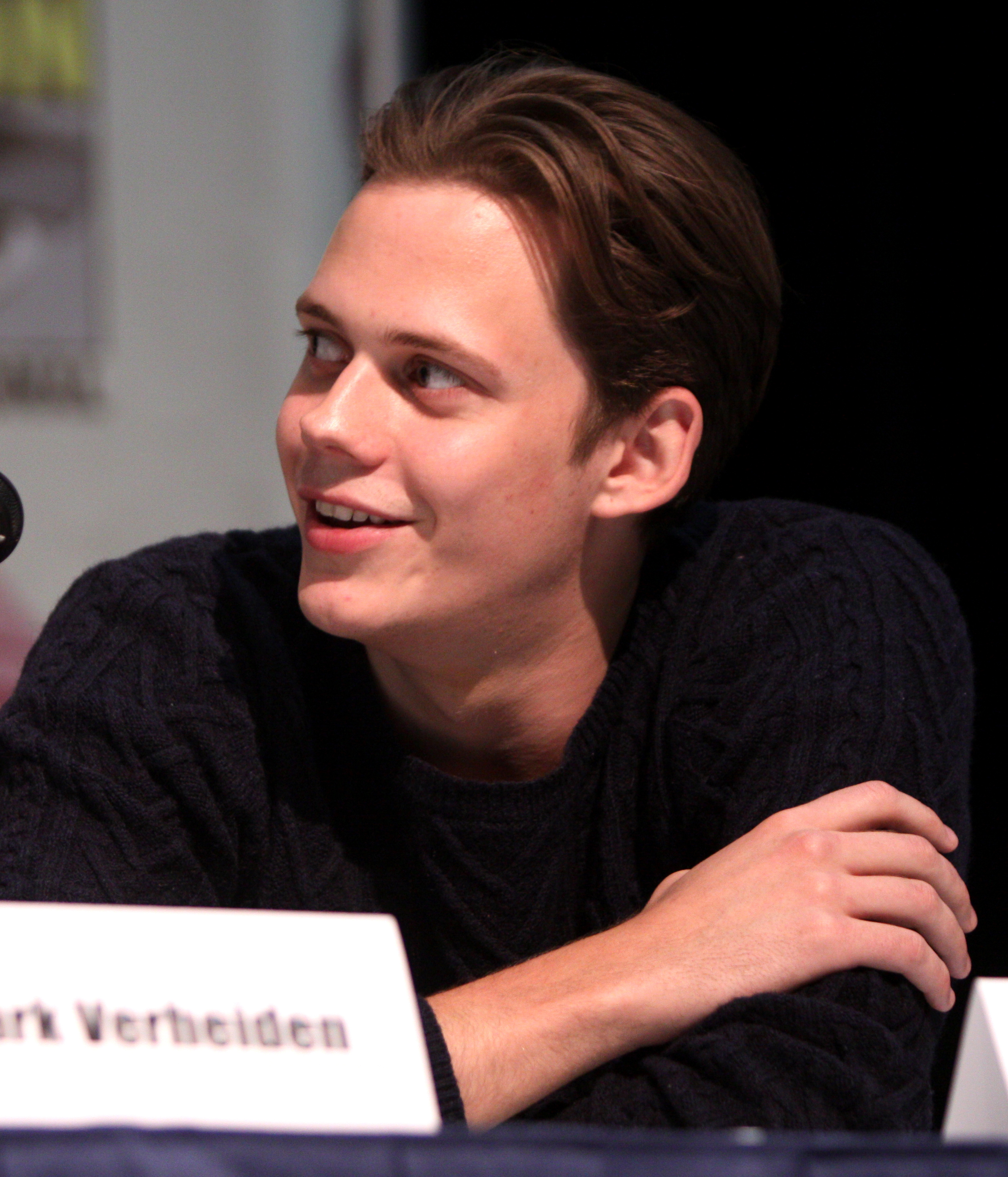
اسکاشگورد در کامیک-کان سن دیگو ۲۰۱۳

| به آثاری اشاره دارد که در حال حاضر منتشر نشده‌اند | به آثاری اشاره دارد که در حال حاضر منتشر نشده‌اند |

### فیلم
Locked  ( 2025 ) آدی بریش  

IMDb

5.6/10

### تلویزیون
| سال  | عنوان                         | نقش                     | یادداشت‌ها |
| ---- | ----------------------------- | ----------------------- | --- |
| ۲۰۰۰ | خشم آب سفید                   | کلاسه                   | |
| ۲۰۰۷ | گذراندن شب                    | ویکتور                  | فیلم کوتاه |
| ۲۰۰۸ | پیگان برینر!                  | تونارس نوسفراتو         | فیلم کوتاه |
| ۲۰۰۸ | آرن – پادشاهی در انتهای راه   | اریک                    | |
| ۲۰۰۹ | کنی شروع می‌کند                | پونتوس                  | |
| ۲۰۱۰ | سایمون ساده                   | سیمون                   | |
| ۲۰۱۰ | پشت آسمان آبی                 | مارتین                  | |
| ۲۰۱۱ | جواهرات تاج                   | ریچارد پرسون            | |
| ۲۰۱۱ | سیمون و اوکس                  | سیمون                   | |
| ۲۰۱۲ | آنا کارنینا                   | کاپیتان ماخوتین         | |
| ۲۰۱۳ | ویکتوریا                      | اتو                     | |
| ۲۰۱۶ | مجموعه سنت‌شکن: هم‌پیمان        | متیو                    | |
| ۲۰۱۶ | سنگی ظاهر می‌شود               | مرد                     | |
| ۲۰۱۷ | بلوند اتمی                    | مرکل                    | |
| ۲۰۱۷ | تغییر                         | الخاندرو                | فیلم کوتاه |
| ۲۰۱۷ | آن                            | پنی وایز دلقک رقصنده    | نامزد — جایزه انتخاب نوجوان برای فیلم منتخب شرور نامزد — جایزه ساترن برای بهترین بازیگر نقش مکمل مرد نامزد — جایزه سینمایی ام‌تی‌وی بهترین نقش منفی |
| ۲۰۱۷ | بتل کریک                      | هنری                    | |
| ۲۰۱۷ | مومینز و سرزمین عجایب زمستانی | مومین‌ترول (صدا)         | [ ۱ ] |
| ۲۰۱۸ | ملت ترور                      | مارک                    | |
| ۲۰۱۸ | ددپول ۲                       | اکسل کلونی / تسایت‌گایست | |
| ۲۰۱۹ | شرورها                        | میکی                    | |
| ۲۰۱۹ | آن: بخش دوم                   | پنی وایز دلقک رقصنده    | |
| ۲۰۲۰ | نه روز                        | کین                     | |
| ۲۰۲۰ | شیطان تمام‌وقت                 | ویلارد راسل             | |
| ۲۰۲۱ | تکینگی برهنه                  | دانمارکی                | |
| ۲۰۲۱ | جاودانگان                     | کرو                     | ضبط صدا و حرکت |
| ۲۰۲۲ | بربر                          | کیث توشکو               | |
| ۲۰۲۳ | جان ویک: بخش ۴                | مارکیز                  | |
| ۲۰۲۳ | پسر جهان را می کشد            | پسر                     | |
| ۲۰۲۴ | کلاغ                          | اریک دراون              | |
| TBA  | نوسفراتو                      | کنت اورلوک              | پس‌تولید |
| TBA  | امپراتور                      | فلیپه دوم               | درحال فیلمبرداری |

| سال       | عنوان                  | نقش                                   | یادداشت‌ها                              |
| --------- | ---------------------- | ------------------------------------- | -------------------------------------- |
| ۲۰۰۲      | لورا ترنتر - پدر، پلیس | تونی                                  | ۲ قسمت                                 |
| ۲۰۰۹      | زندگی در فاگرویک       | مارتن                                 | ۱ قسمت                                 |
| ۲۰۱۳–۲۰۱۵ | باغ شوکران             | رومن گادفری                           | نقش اصلی                               |
| ۲۰۱۸–۲۰۱۹ | کسل راک                | هنری دیور / بچه (فصل ۱) فرشته (فصل ۲) | نقش اصلی (فصل ۱)، بازیگر مهمان (فصل ۲) |
| ۲۰۲۰      | همنوعان                | متئو                                  | قسمت: «Layover»                        |
| ۲۰۲۲      | کلارک                  | کلارک اولوفسون                        | نقش اصلی                               |
| TBA       | آن: به دری خوش‌آمدید    | پنی وایز                              | پیش‌تولید                               |

## جوایز
| سال  | فیلم        | جایزه                                              | نتیجه    |
| ---- | ----------- | -------------------------------------------------- | -------- |
| ۲۰۱۱ | سایمون ساده | جایزه گلدباگن بهترین بازیگر                        | نامزدشده |
| ۲۰۱۱ | سایمون ساده | جایزه هنرمند جوان بهترین بازیگر جوان               | نامزدشده |
| ۲۰۱۲ | خودش        | جشنواره بین‌المللی فیلم برلین ستاره جوان            | پیروز    |
| ۲۰۱۷ | آن          | جایزه فرایت متر بهترین بازیگر پشتیبان              | پیروز    |
| ۲۰۱۸ | آن          | جایزه ساترن بهترین بازیگر پشتیبان                  | نامزدشده |
| ۲۰۱۸ | آن          | جایزه سینمایی ام‌تی‌وی بهترین نقش منفی               | نامزدشده |
| ۲۰۱۸ | آن          | جوایز برگزیده نوجوانان برای بهترین بازیگر نقش منفی | نامزدشده |